# Niki Terpstra
Pour les articles homonymes, voir Terpstra.
Niki Terpstra, né le 18 mai 1984 à Beverwijk, est un coureur cycliste néerlandais. Professionnel de 2007 à 2022, il a notamment remporté Paris-Roubaix en 2014 et le Tour des Flandres en 2018. Il compte également à son palmarès des victoires sur À travers les Flandres en 2012 et 2014, l'Eneco Tour en 2016, ainsi que le Grand Prix E3 en 2018.
Triple champion des Pays-Bas sur route en 2010, 2012 puis 2015, il est aussi quatre fois champion du monde du contre-la-montre par équipes en 2012, 2013, 2016, 2018. Sur piste, il est notamment médaillé d'argent de la poursuite par équipes aux mondiaux 2005.

## Biographie

### Jeunesse et carrière amateur
Niki Terpstra commence le cyclisme à l'âge de 9 ans, et s'initie à la piste à 15 ans.
En 2003, il intègre l'équipe Bert Story-Piels (GS3). L'année suivante, après un début de saison gâché par une néphrite, il remporte ses deux premiers succès en élite.
Il rejoint en 2005 la formation Axa de John den Braber. Il y remporte l'Omloop der Kempen, et assiste son coéquipier Paul van Schalen victorieux de Veenendaal-Veenendaal. Ses meilleurs résultats sont acquis sur piste. Déjà sacré champion des Pays-Bas quatre fois en deux ans, il participe aux championnats du monde à Los Angeles où il devient vice-champion de monde de poursuite par équipes avec Levi Heimans, Jens Mouris et Peter Schep. En 2006, il reste fidèle à l'équipe de den Braber renommée Ubbink-Syntec. Ses bons résultats, dont sa victoire finale à l'OZ Wielerweekend, attirent l'attention de plusieurs formations professionnelles.

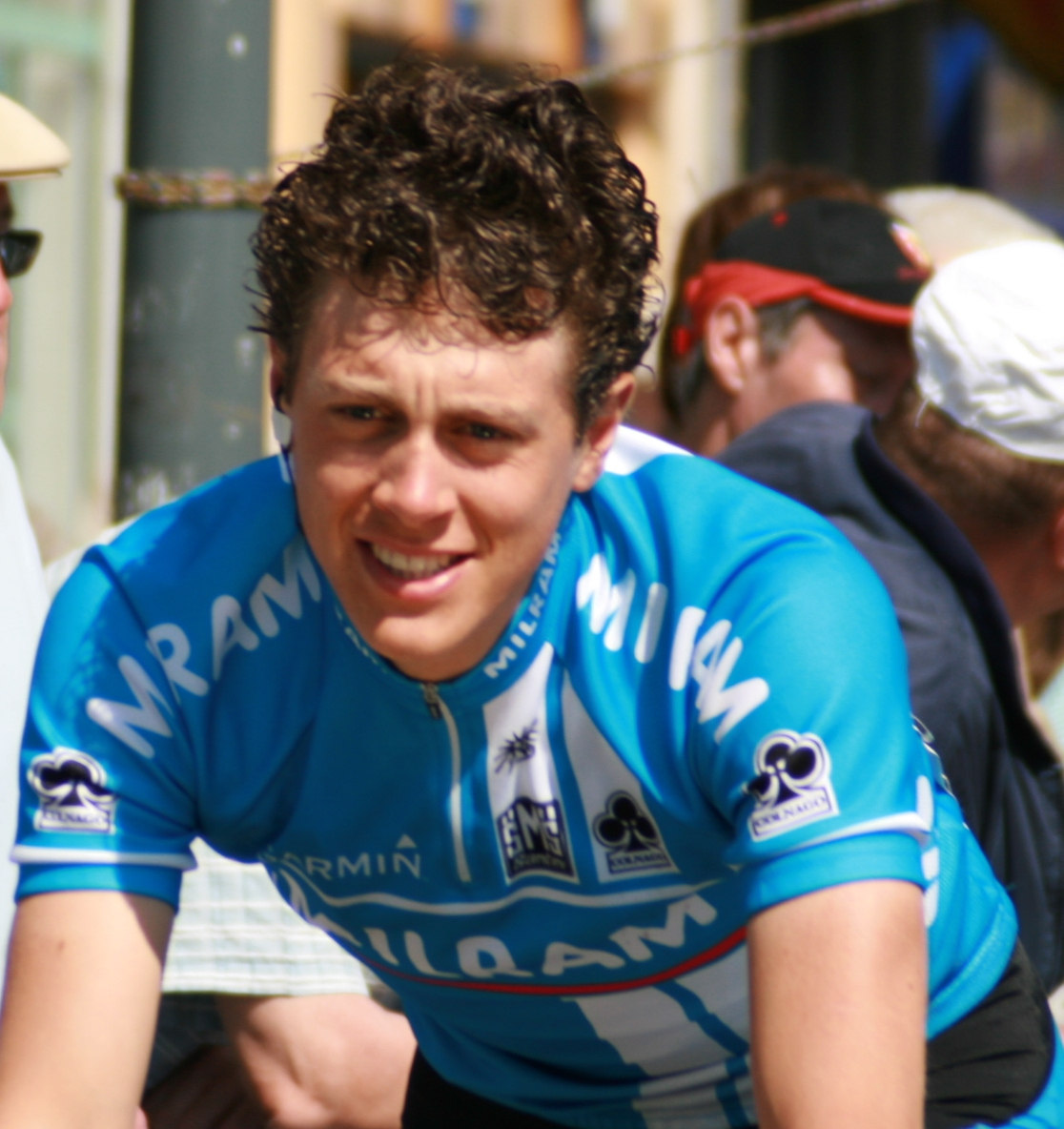
Niki Terpstra lors des Quatre Jours de Dunkerque 2008.

### 2007-2010: début de carrière professionnelle chez Milram
Niki Tersptra opte pour l'équipe ProTour Milram, qu'il intègre en 2007. Il fait alors ses débuts sur les épreuves du ProTour. Il s'impose au classement de la montagne du Tour d'Allemagne grâce à une échappée sur la troisième étape durant laquelle il passe les deux difficultés du jour en tête. Il participe également au Tour d'Espagne. 
En avril 2008, il se classe quatrième des Trois Jours de La Panne puis termine le Tour des Flandres à la 14e place, dans le groupe de 21 coureurs arrivé 21 secondes après le vainqueur Stijn Devolder. Deux mois plus tard, il monte sur le podium du Tour de Bavière puis obtient une cinquième place sur Veenendaal-Veenendaal. En juillet, il participe à son premier Tour de France. Lors de la 13e étape, il s'échappe avec Florent Brard et est désigné le plus combatif. 
En 2010 il gagne pour la première fois le championnat des Pays-Bas sur route fin juin devant Pieter Weening et Lars Boom et participe à son troisième Tour de France en juillet. Il ne prend pas le départ de la troisième étape pour cause de grippe.

### 2011-2018: huit années fructueuses chez Quick Step
Niki Terpstra rejoint l'équipe ProTour Quick Step en 2011 à la suite de l'arrêt de l'équipe Milram. En début de saison en Belgique, il se classe sixième du Circuit Het Nieuwsblad, 18e du Samyn, 14e du Grand Prix E3, puis se fracture la clavicule gauche en tombant lors des Trois Jours de La Panne à la fin du mois de mars. Il est contraint de déclarer forfait pour les courses suivantes, dont le Tour des Flandres. De retour à la compétition, il est quinzième des Quatre Jours de Dunkerque et sixième du Tour de Belgique en mai, puis en juin deuxième du Ster ZLM Toer, où il est devancé par Philippe Gilbert au classement général, et sixième du championnat des Pays-Bas du contre-la-montre. Il participe en juillet au Tour de France. Lors de la 15e étape, il est échappé avec quatre autres coureurs, puis seul à six kilomètres de l'arrivée. Il est rattrapé par Philippe Gilbert après trois kilomètres, puis par le peloton. Il reçoit le prix de la combativité de cette étape. Déçu par le dénouement de cette étape, il hésite à participer de nouveau au Tour l'année suivante, estimant qu'« il faut être un sprinter ou un grimpeur pour gagner une étape du Tour. Si l'on est entre les deux, comme [lui], on a aucune chance ». Il participe en fin de saison au Grand Prix cycliste de Montréal, où il se classe vingtième, aux championnats du monde, au Danemark, où il est 165e de la course en ligne, puis au Tour de Pékin, nouvelle course du calendrier UCI World Tour dont il prend la dixième place.

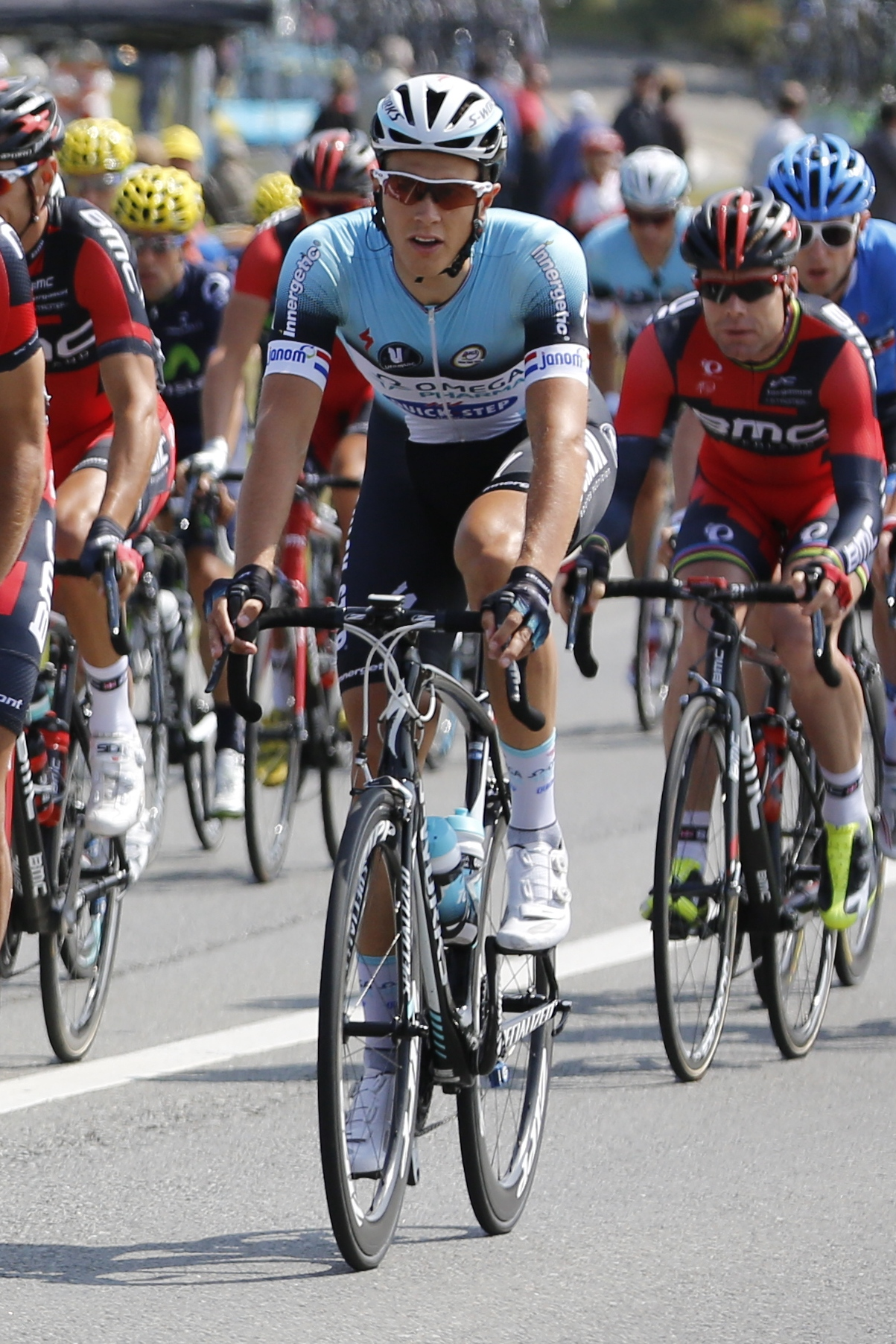
Terpstra au Tour de France 2013.

En 2012, l'équipe Quick Step devient Omega Pharma-Quick Step, l'entreprise Omega Pharma devenant le principal sponsor. En mars, Niki Terpstra remporte la course À travers les Flandres après 90 kilomètres d'échappée, dont les trente derniers en solitaire. Il aide ensuite Tom Boonen à remporter le Grand Prix E3, le Tour des Flandres et Paris-Roubaix. Sixième du Tour des Flandres, Terpstra attaque avec Boonen lors du Paris-Roubaix, puis le laisse partir seul vers sa quatrième victoire sur cette course à cinquante kilomètres de l'arrivée. Il prend la cinquième place. En juin, aux championnats des Pays-Bas, il se classe troisième du contre-la-montre et remporte le titre de la course en ligne. Aux Jeux olympiques de Londres, il fait partie de la sélection de cinq coureurs composant l'équipe des Pays-Bas pour la course en ligne. Il la termine dans le peloton, à la 82e place. En août, il prend la troisième place de l'Eneco Tour, puis dispute le Tour d'Espagne. Le 16 septembre, il remporte le nouveau championnat du monde du contre-la-montre par équipes de marque avec ses coéquipiers de l'équipe Omega Pharma-Quick Step Sylvain Chavanel, Tony Martin, Tom Boonen, Kristof Vandewalle et Peter Velits, à une moyenne horaire de 50,534 km/h. Il dispute ensuite la course en ligne de ces championnats, avec l'équipe des Pays-Bas. Il en prend la 66e place. En toute fin de saison, il termine troisième de Paris-Tours, battu au sprint par ses compagnons d'échappée.
Terpstra œuvre au succès de Mark Cavendish, nouvelle recrue de l'équipe Omega Pharma-Quick Step, lors du Tour du Qatar, en début d'année 2013. Tom Boonen étant diminué par des blessures, Terpstra est désigné leader de l'équipe pour le Circuit Het Nieuwsblad, où il est en difficulté, et ne parvient pas à jouer les premiers rôles. Il prend ensuite la troisième place des Trois jours de Flandre-Occidentale, remportés par son coéquipier Kristof Vandewalle. Avec son équipe il gagne le contre-la-montre par équipes de Tirreno-Adriatico. De retour en Belgique, il est onzième d'À travers les Flandres, troisième des Trois jours de La Panne. Au Tour des Flandres, Boonen chute et abandonne. Terpstra n'est pas en mesure de le remplacer à la tête de l'équipe et termine au-delà de la centième place. Une semaine plus tard, Boonen n'est pas présent à Paris-Roubaix. Zdeněk Štybar et Stijn Vandenbergh, les deux coureurs de l'équipe présents dans l'échappée finale en compagnie de Fabian Cancellara et Sep Vanmarcke, sont distancés par leurs adversaires au Carrefour de l'Arbre après avoir été gênés par des spectateurs. Niki Terpstra termine troisième à 31 secondes de Cancellara, et sauve ainsi la campagne de classiques de l'équipe. Neuvième du Tour de Belgique en mai, il est ensuite deuxième du prologue du Tour de Suisse et du championnat des Pays-Bas du contre-la-montre, cinquième de son championnat national sur route. Après le Tour de France, il prend la quatorzième place de l'Eneco Tour, la sixième place du Grand Prix de Québec. Il participe à la nouvelle victoire d'Omega Phama-Quick Step au championnat du monde du contre-la-montre. Il est 25e du contre-la-montre individuel de ces championnats. Il termine sa saison avec une dixième place à Paris-Tours.

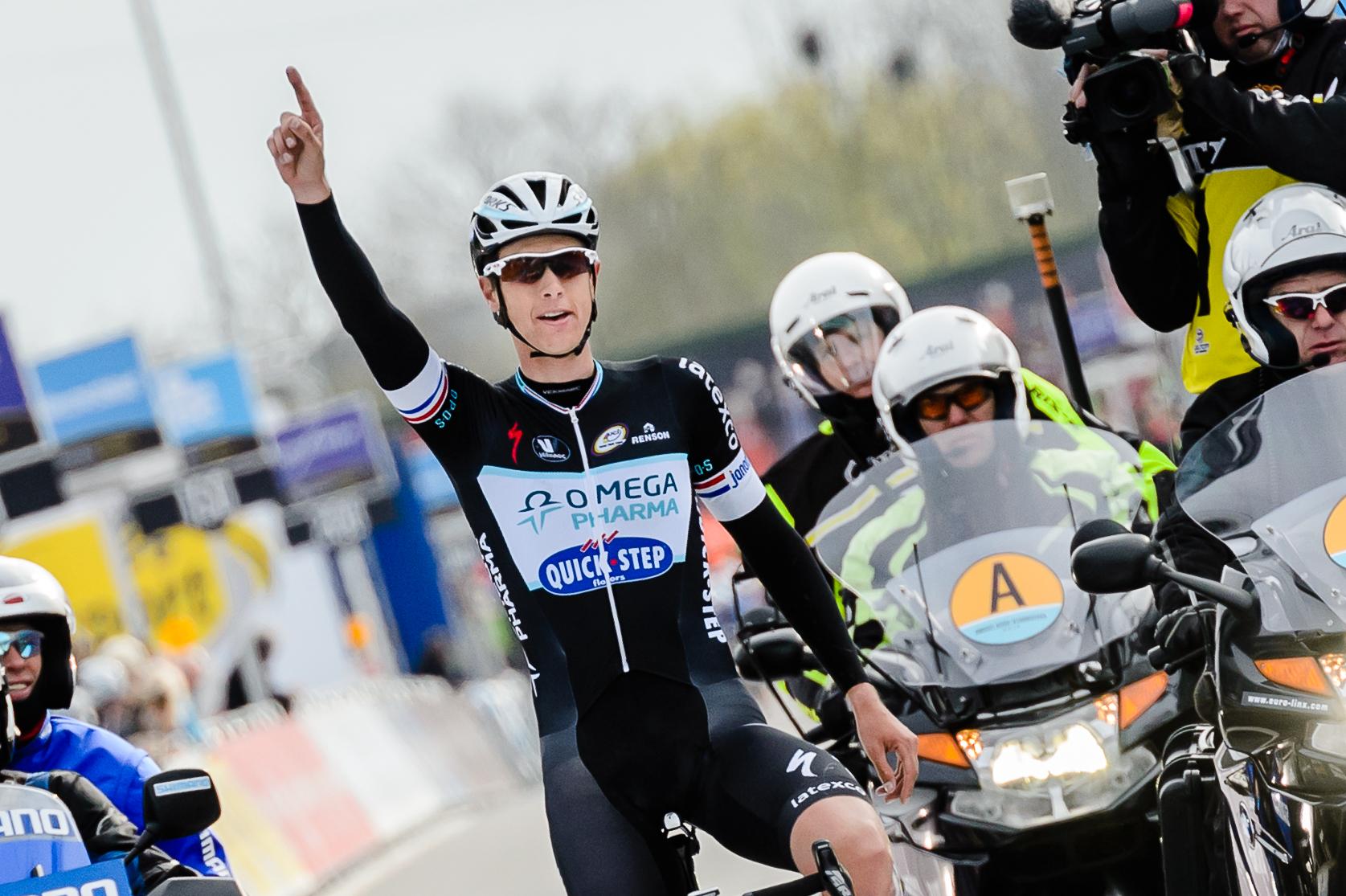
Niki Terpstra gange À travers les Flandres 2014.

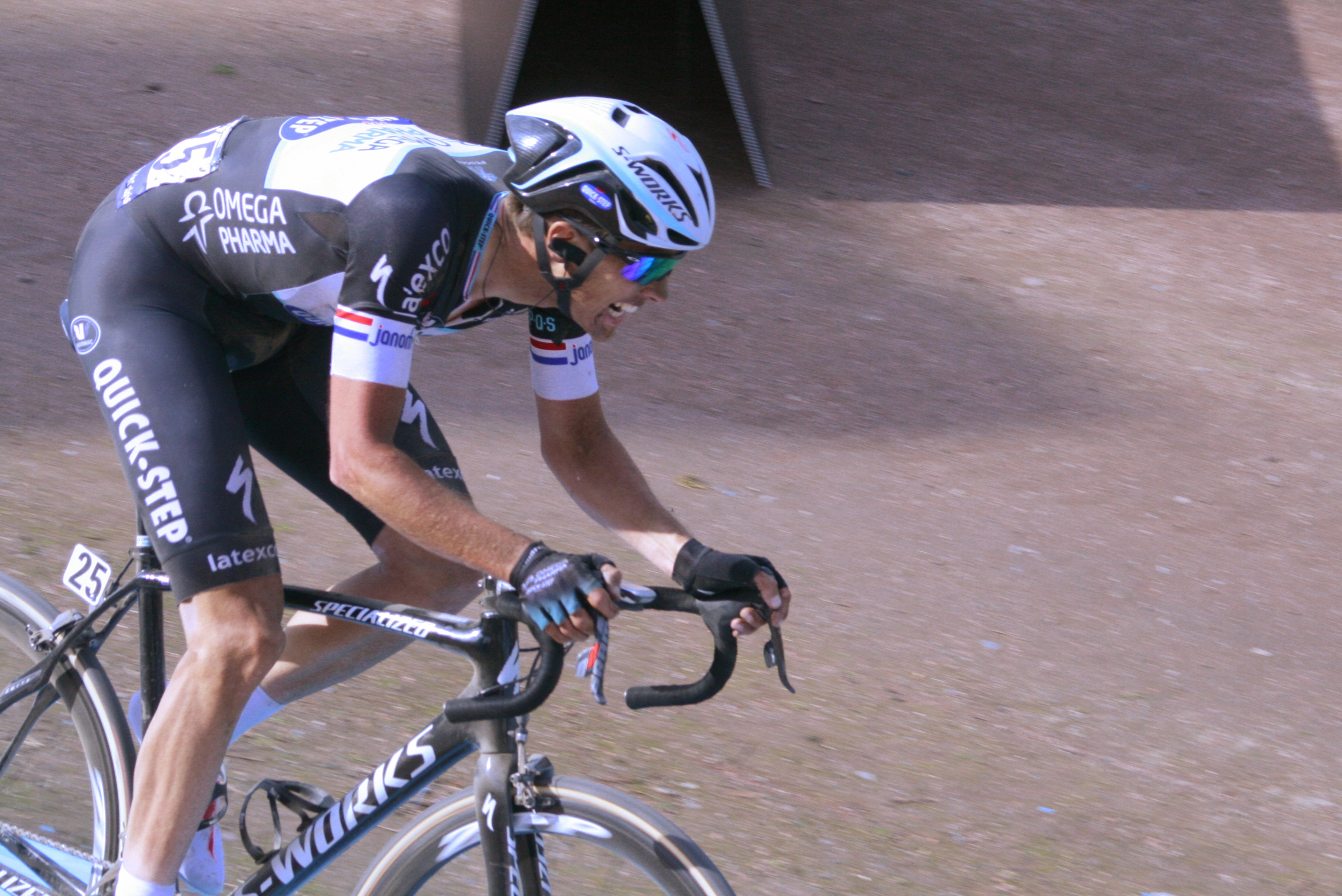
Niki Terpstra à l'arrivée du Paris-Roubaix 2014.

Niki Terpstra commence sa saison 2014 au Tour du Qatar. Vainqueur de la première étape, il conserve la tête du classement général pour remporter cette épreuve, la première course par étapes figurant à son palmarès professionnel. Il devance Tom Boonen, vainqueur de deux étapes. En mars et avril, il dispute les classiques flandriennes. Cinquième du Circuit Het Nieuwsblad, il dispute Paris-Nice, puis gagne À travers les Flandres pour la deuxième fois, après trente kilomètres d'échappée solitaire. Il est ensuite deuxième du Grand Prix E3, battu au sprint par Peter Sagan, quatrième des Trois Jours de La Panne, où s'impose son coéquipier Guillaume Van Keirsbulck. Il prend la sixième place du Tour des Flandres et gagne Paris-Roubaix. À 15 km de l'arrivée de cette course, l'équipe Omega Pharma-Quick Step se retrouve en position de force, avec trois coureurs dans un groupe de onze. Niki Terpstra, attaque à six kilomètres de l'arrivée, à la sortie du secteur pavé de Hem. Ses adversaires au sein du groupe de poursuivants ne parviennent pas à mener une poursuite efficace. Terpstra entre seul au vélodrome de Roubaix et s'impose avec 20 secondes d'avance,. En juin, il est neuvième du Tour de Belgique, dixième du championnat des Pays-Bas contre-la-montre et vice-champion national sur route. Il dispute ensuite le Tour de France, puis l'Eneco Tour, où il est disqualifié pour un coup d'épaule donné en course. En fin de saison, avec ses coéquipiers, il obtient la médaille de bronze du championnat du monde du contre-la-montre par équipes. En cours d'année, le contrat qui le lie à l'équipe est prolongé jusqu'en 2017.
En 2015 il répète son succès au très plat Tour du Qatar et y remporte le contre-la-montre ainsi que le classement général. Au Circuit Het Nieuwsblad, il finit deuxième derrière Ian Stannard contre qui il sprinte, bien que son équipe ait bénéficié d'un avantage numérique dans l'échappée gagnante, à trois contre Stannard. Il prend également la deuxième position du Ronde van Zeeland Seaports. Il termine encore une fois deuxième d'un Gand-Wevelgem extrêmement venteux, gagnant le sprint à deux contre Geraint Thomas alors que Luca Paolini l'a remporté en solo. Il est un éternel deuxième en ce début de saison, comme en témoigne une autre place de second au Tour des Flandres. Il s'y fait battre au sprint par Alexander Kristoff après avoir parcouru une trentaine de kilomètres en échappée avec lui. Plus tard dans la saison il remporte son troisième titre de Champion des Pays-Bas sur route et le Tour de Wallonie.
En 2016, il gagne l'Eneco Tour, une course par étapes belgo-néerlandaise avec de nombreux secteurs pavés. En fin de saison, il remporte pour la troisième fois le championnat du monde du contre-la-montre par équipes.
En 2018, il cumule les succès sur les classiques printanières. Fin février, il s'adjuge en solitaire Le Samyn devant son coéquipier Philippe Gilbert. En mars, il remporte le Grand Prix E3, après avoir attaqué dans le Taaienberg avec son coéquipier Yves Lampaert à plus de 70 kilomètres de l'arrivée. Terpstra termine avec 20 secondes d'avance sur le groupe des favoris, réglé au sprint par son coéquipier Philippe Gilbert. Il devient le premier Néerlandais à remporter l'E3 depuis Steven de Jongh en 2003. Quelques jours plus tard, il bénéficie une nouvelle fois de la force collective de l'équipe Quick Step pour remporter le Tour des Flandres après une attaque à 23 kilomètres de l'arrivée. Il s'impose en solitaire devant Mads Pedersen et à nouveau son coéquipier Philippe Gilbert, tenant du titre du Ronde. C'est sa deuxième victoire sur une classique « Monument » après Paris-Roubaix 2014 et la première victoire néerlandaise sur cette classique depuis Adri van der Poel en 1986. En août, il termine neuvième du BinckBank Tour. 

### 2019-2022: fin de carrière chez TotalÉnergie
En 2019, Niki Terpstra surprend les suiveurs en quittant huit ans après son arrivée l'équipe Quick-Step Floors, pour rejoindre Direct Énergie, une équipe française de deuxième division. Leader de l'équipe sur les classiques, il obtient en mars ses premiers podiums : troisième de Kuurne-Bruxelles-Kuurne et du Samyn. Lors du Tour des Flandres, il abandonne après une chute qui lui provoque une perte de conscience associée à un traumatisme crânien. Ces conséquences l'amènent à renoncer à participer à Paris-Roubaix. Troisième du Circuit de Wallonie en mai, il est  deuxième d'À travers le Hageland le mois suivant. Sur le Tour de France, il est pris dans une chute lors de la onzième étape et abandonne en raison d'une double fracture de l'omoplate. De retour en fin de saison, il se classe deuxième de Paris-Tours. Fin décembre, sur la piste de Copenhague, il bat avec Iljo Keisse un record du monde vieux de soixante ans, en bouclant les 100 km d'une course à l'américaine à une vitesse moyenne de 54,14 km/h.
Sans performances notables au début de l'année 2020, la saison est temporairement arrêtée en mars en raison de la pandémie de Covid-19. En juin, alors qu'il s'entraîne derrière scooter en vue de la reprise, il heurte violemment un rocher en voulant éviter des oies. Il souffre à nouveau d'un traumatisme crânien et d'une fracture de la clavicule et est absent trois mois,.
Après deux saisons 2021 et 2022 sans résultats, il décide d'arrêter sa carrière en fin d'année 2022. Alors que sa dernière épreuve sur route est Paris-Tours 2022, il dispute sa dernière épreuve sur piste du 6 au 11 décembre 2022, lors des Six Jours de Rotterdam, compétition qu'il remporte pour la cinquième fois.

## Palmarès et résultats sur route

### Palmarès amateur
- 2004
  - 2e étape du Tour du Brabant central (contre-la-montre)
  - Grand Prix Wielerrevue
- 2005
  - Circuit de Campine
  - 2e du Dorpenomloop Rucphen
- 2006
  - 6e étape du Tour de Normandie
  - 4e étape du Tour de Belgique
  - OZ Wielerweekend :
    - Classement général
    - 2e étape (contre-la-montre)

  - Ronde van Midden-Nederland
  - 2e du Tour d'Overijssel
  - 3e de la Colliers Classic
  - 3e du championnat des Pays-Bas du contre-la-montre espoirs

### Palmarès professionnel
- 2007
  - 3e du Hel van het Mergelland
  - 3e du Eindhoven Team Time Trial (avec Milram)
- 2008
  - 3e du Tour de Bavière
- 2009
  - 3e étape du Critérium du Dauphiné libéré
  - Prologue du Ster Elektrotoer
  - 2e du Ster Elektrotoer
- 2010

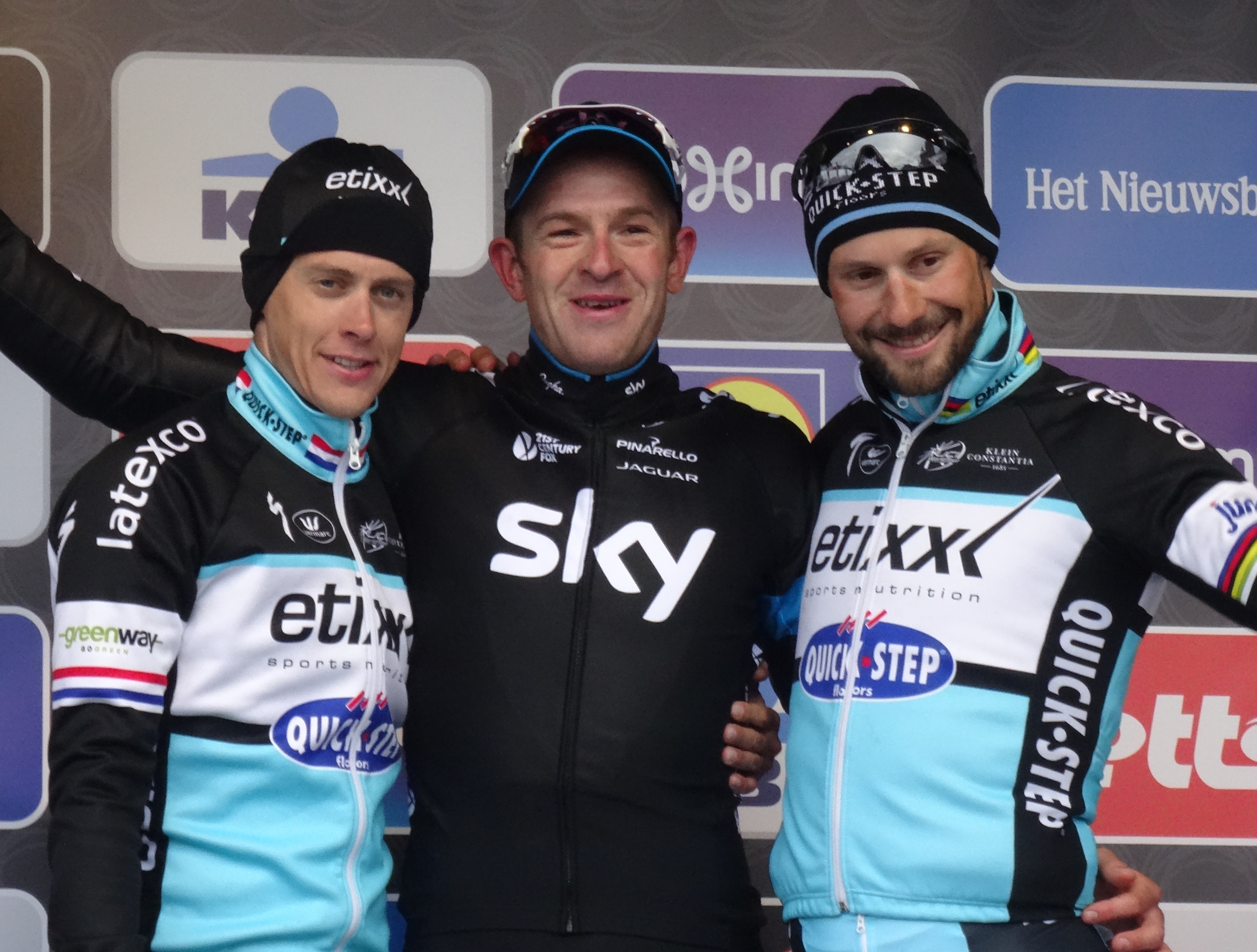
Podium de l'édition 2015 du Circuit Het Nieuwsblad : Niki Terpstra (2e), Ian Stannard (1er) et Tom Boonen (3e).

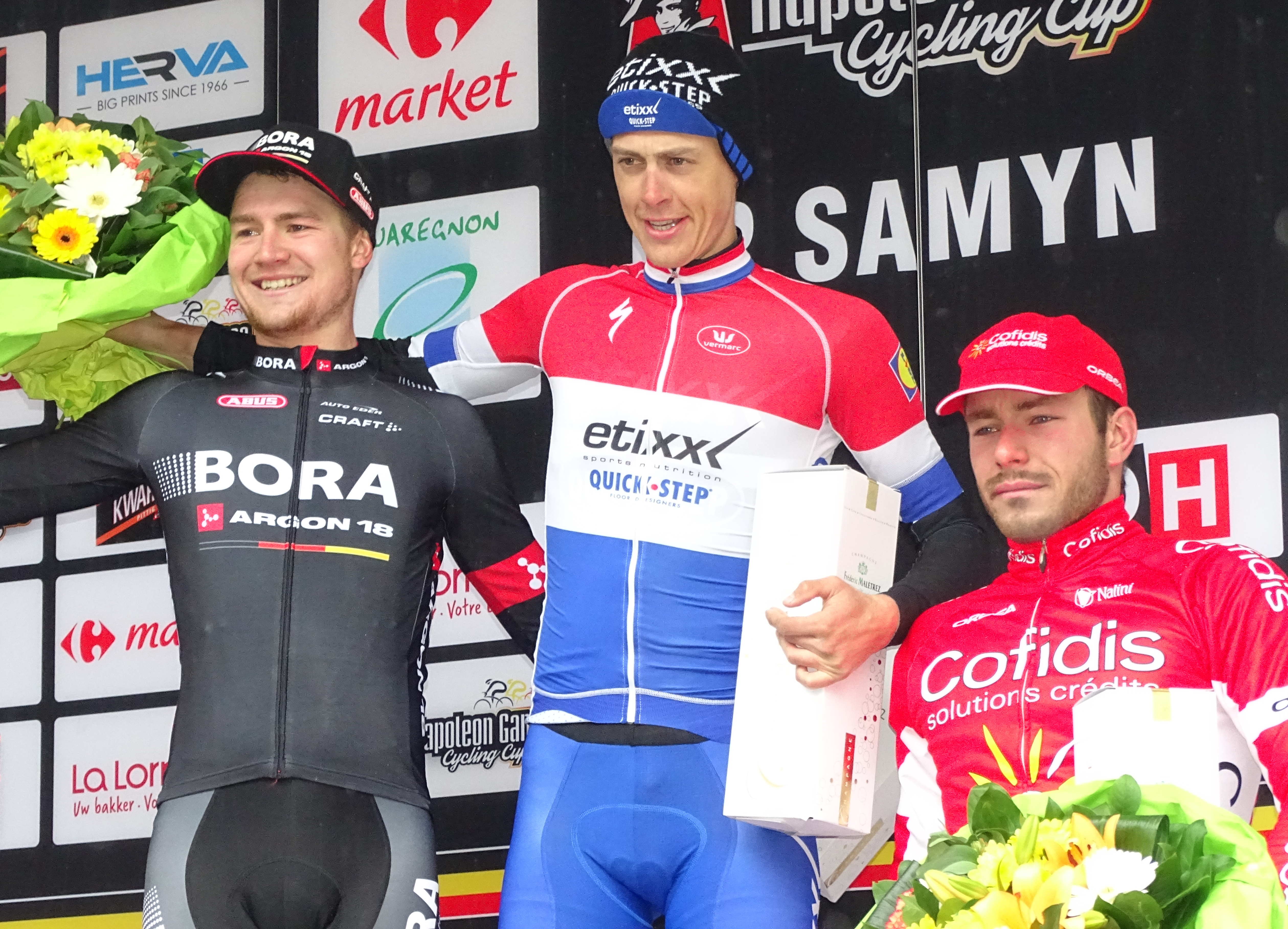
Podium de l'édition 2016 du Samyn : Scott Thwaites (2e), Niki Terpstra (1er) et Florian Sénéchal (3e).

  -  Champion des Pays-Bas sur route
  - Tour de Bochum
  - 3e d'À travers les Flandres
- 2011
  - 2e du Ster ZLM Toer
  - 10e du Tour de Pékin
- 2012
  -  Champion du monde du contre-la-montre par équipes
  -  Champion des Pays-Bas sur route
  - À travers les Flandres
  - 3e du championnat des Pays-Bas du contre-la-montre
  - 3e de l'Eneco Tour
  - 3e de Paris-Tours
  - 5e de Paris-Roubaix
  - 6e du Tour des Flandres
- 2013
  -  Champion du monde du contre-la-montre par équipes
  - 1re étape de Tirreno-Adriatico (contre-la-montre par équipes)
  - 2e du championnat des Pays-Bas du contre-la-montre
  - 3e des Trois Jours de Flandre-Occidentale
  - 3e des Trois Jours de La Panne
  - 3e de Paris-Roubaix
  - 6e du Grand Prix cycliste de Québec
- 2014
  - Tour du Qatar :
    - Classement général
    - 1re étape

  - À travers les Flandres
  - Paris-Roubaix
  - 2e du championnat des Pays-Bas sur route
  - 2e du Grand Prix E3
  -  Médaillé de bronze au championnat du monde du contre-la-montre par équipes
  - 6e du Tour des Flandres

- 2015
  -  Champion des Pays-Bas sur route
  - Tour du Qatar :
    - Classement général
    - 3e étape (contre-la-montre)

  - Tour de Wallonie :
    - Classement général
    - 1re étape

  - 2e du Circuit Het Nieuwsblad
  - 2e de Gand-Wevelgem
  - 2e du Ronde van Zeeland Seaports
  - 2e du Tour des Flandres
  - 2e de la Puivelde Koerse
  -  Médaillé d'argent du championnat du monde du contre-la-montre par équipes
- 2016
  -  Champion du monde du contre-la-montre par équipes
  - Le Samyn
  - À travers le Hageland
  - Classement général de l'Eneco Tour
  - 9e du championnat du monde sur route
  - 10e du Tour des Flandres
- 2017
  - 3e du Tour des Flandres
  - 3e de Paris-Tours
  - 4e de Gand-Wevelgem
- 2018
  -  Champion du monde du contre-la-montre par équipes
  - Le Samyn
  - Grand Prix E3
  - Tour des Flandres
  - 2e du championnat des Pays-Bas du contre-la-montre
  - 2e de Paris-Tours
  - 3e de Paris Roubaix
  - 9e d'À travers les Flandres
  - 9e du BinckBank Tour
- 2019
  - 2e d'À travers le Hageland
  - 2e de Paris-Tours
  - 3e de Kuurne-Bruxelles-Kuurne
  - 3e du Samyn
  - 3e du Circuit de Wallonie
  - 3e du Tour Poitou-Charentes en Nouvelle-Aquitaine

### Résultats sur les grands tours

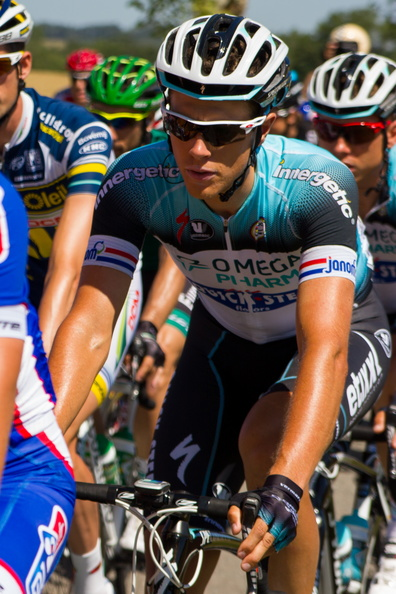
Niki Terpstra durant le Tour de France 2013

#### Tour de France
8 participations
- 2008 : 136e
- 2009 : 152e
- 2010 : non-partant (3e étape)
- 2011 : 134e
- 2013 : 149e
- 2014 : 94e
- 2018 : 119e
- 2019 : abandon (11e étape)

#### Tour d'Espagne
7 participations
- 2007 : 142e
- 2010 : 95e
- 2012 : 127e
- 2015 : non-partant (18e étape)
- 2016 : 139e
- 2017 : 130e
- 2020 : 136e

### Principales classiques et championnats du monde
Le tableau suivant présente les résultats de Niki Terpstra lors des classiques de l'UCI World Tour (ex-ProTour), des classiques de l'ancienne Coupe du monde.
| Légende | Légende | Légende | Légende     | Légende | Légende              | Légende | Légende       |
| ------- | ------- | ------- | ----------- | ------- | -------------------- | ------- | ------------- |
| AB      | Abandon | HD      | Hors-délais | -       | Pas de participation | ×       | Pas d'épreuve |

| Année | E3 BinckBanck Classic | Gand-Wevelgem | Tour des Flandres | Paris-Roubaix | Grand Prix de Québec | Mondial-Course en ligne |
| ----- | --------------------- | ------------- | ----------------- | ------------- | -------------------- | ----------------------- |
| 2007  | 56e                   | -             | -                 | 74e           | -                    | -                       |
| 2008  | 33e                   | -             | 14e               | 103e          | -                    | -                       |
| 2009  | 15e                   | -             | -                 | 16e           | -                    | -                       |
| 2010  | -                     | -             | 45e               | 32e           | -                    | 19e                     |
| 2011  | 14e                   | -             | -                 | -             | AB                   | 165e                    |
| 2012  | 25e                   | -             | 6e                | 5e            | -                    | 66e                     |
| 2013  | AB                    | -             | 113e              | 3e            | 6e                   | -                       |
| 2014  | 2e                    | -             | 6e                | Vainqueur     | -                    | -                       |
| 2015  | 14e                   | 2e            | 2e                | 15e           | -                    | 13e                     |
| 2016  | 13e                   | 21e           | 10e               | AB            | -                    | 9e                      |
| 2017  | 19e                   | 4e            | 3e                | AB            | -                    | 24e                     |
| 2018  | Vainqueur             | 39e           | Vainqueur         | 3e            | -                    | -                       |
| 2019  | 15e                   | 23e           | AB                | -             | -                    | 20e                     |
| 2020  | ×                     | 73e           | 111e              | ×             | ×                    | -                       |
| 2021  | 46e                   | 59e           | 86e               | HD            | ×                    | -                       |
| 2022  | AB                    | 71e           | 29e               | 50e           | -                    | -                       |

### Classements mondiaux
| Année                                 | 2005 | 2006 | 2007 | 2008 | 2009 | 2010 | 2011 | 2012 | 2013 | 2014 | 2015 | 2016 | 2017 | 2018 | 2019 | 2020  | 2021  | 2022  |
| ------------------------------------- | ---- | ---- | ---- | ---- | ---- | ---- | ---- | ---- | ---- | ---- | ---- | ---- | ---- | ---- | ---- | ----- | ----- | ----- |
| UCI ProTour                           | nc   | nc   | 122e | nc   |      |      |      |      |      |      |      |      |      |      |      |       |       |       |
| Calendrier mondial                    |      |      |      |      | 193e | nc   |      |      |      |      |      |      |      |      |      |       |       |       |
| UCI World Tour                        |      |      |      |      |      |      | 175e | 31e  | 53e  | 26e  | 37e  | 47e  | 65e  | 24e  |      |       |       |       |
| Classement mondial                    |      |      |      |      |      |      |      |      |      |      |      | 54e  | 73e  | 21e  | 94e  | 1170e | 1295e | 1049e |
| UCI Europe Tour                       | 431e | 87e  |      |      |      |      |      |      |      |      |      | 95e  | 339e | 101e | 76e  | 906e  | 930e  | 751e  |
| UCI Asia Tour                         | nc   | nc   |      |      |      |      |      |      |      |      |      | 63e  | nc   | 472e |      |       |       |       |
|                                       |      |      |      |      |      |      |      |      |      |      |      |      |      |      |      |       |       |       |
| Légende : nc = non classéSource : UCI |      |      |      |      |      |      |      |      |      |      |      |      |      |      |      |       |       |       |

## Palmarès sur piste

### Championnats du monde
- Los Angeles 2005
  -  Médaillé d'argent de la poursuite par équipes

### Coupe du monde
- 2004-2005
  - 2e de la poursuite par équipes à Moscou
- 2005-2006
  - 1er de la course aux points à Sydney
  - 2e de la poursuite par équipes à Los Angeles
  - 2e de l'américaine à Los Angeles
  - 3e de la poursuite par équipes à Manchester

### Championnats d'Europe
- Athènes 2006
  -  Médaillé d'argent de la course aux points espoirs

### Six jours
- Six Jours d'Amsterdam : 2011 (avec Iljo Keisse) et 2014 (avec Yoeri Havik)
- Six Jours de Rotterdam : 2013, 2014, 2015 (avec Iljo Keisse), 2019 (avec Thomas Boudat) et 2022 (avec Yoeri Havik)

### Championnats des Pays-Bas
- 2004
  -  Champion des Pays-Bas du scratch
- 2005
  -  Champion des Pays-Bas de poursuite individuelle
  -  Champion des Pays-Bas de la course aux points
  -  Champion des Pays-Bas du scratch
- 2006
  -  Champion des Pays-Bas de poursuite individuelle
  -  Champion des Pays-Bas de l'américaine (avec Wim Stroetinga)
- 2007
  -  Champion des Pays-Bas du scratch
  -  Champion des Pays-Bas de l'américaine (avec Wim Stroetinga)

## Distinctions
- Cycliste néerlandais de l'année : 2012[29]

## Vie privée
Son frère cadet est le coureur cycliste Mike, ensemble ils n'ont pas de lien de parenté avec la vététiste Anne Terpstra. Le 15 mai 2016, Niki épouse Ramona.